# 第66回ダヴィッド・ディ・ドナテッロ賞
第66回ダヴィッド・ディ・ドナテッロ賞（だい66かいダヴィッド・ディ・ドナテッロしょう）の授賞式は、 2021年5月11日にローマで行われた。
新型コロナウイルス感染症の拡大防止措置として映画館での上映ができず、ストリーミングサービスで配信された映画も授賞対象とできるよう規定の修正が行われた。
ノミネートは2021年3月26日に発表された。『私は隠れてしまいたかった』が最多15部門にノミネートされ、最多7部門で受賞する結果となった。

## 受賞とノミネート一覧
太字が受賞者。

### 作品賞
- 私は隠れてしまいたかった Volevo nascondermi[1]（監督：ジョルジョ・ディリッティ）
- 悪の寓話 Favolacce[1]（監督：ファビオ＆ダミアーノ・ディンノチェンツォ）
- Hammamet（監督：ジャンニ・アメリオ）
- Le sorelle Macaluso（監督：エンマ・ダンテ）
- ミス・マルクス Miss Marx（監督：スザンナ・ニッキアレッリ）

### 監督賞
- ジョルジョ・ディリッティ（『私は隠れてしまいたかった』）
- ファビオ＆ダミアーノ・ディンノチェンツォ（『悪の寓話』）
- ジャンニ・アメリオ（『Hammamet』）
- エンマ・ダンテ（『Le sorelle Macaluso』）
- スザンナ・ニッキアレッリ（『ミス・マルクス』）

### 新人監督賞
- ピエトロ・カステッリット（『略奪者たち』[1]）
- ジネヴラ・エルカン（『もしも叶うなら』[1]）
- マウロ・マンチーニ（『憎むなかれ』[1]）
- アリーチェ・フィリッピ（『Sul più bello』）
- ルカ・メディチ（『Tolo Tolo』）

### オリジナル脚本賞
- マッティア・トッレ（『こどもたち』[1]）
- フランチェスコ・ブルーニ、キム・ロッシ・スチュアート（『きっと大丈夫』[2]）
- ファビオ＆ダミアーノ・ディンノチェンツォ（『悪の寓話』）
- ピエトロ・カステッリット（『略奪者たち』）
- ジョルジョ・ディリッティ、タニア・ペドローニ、フレード・ヴァッラ（『私は隠れてしまいたかった』）

### 脚色賞
- マルコ・ペッテネッロ、ジャンニ・ディ・グレゴリオ（『Lontano lontano』）
- サルヴァトーレ・メレウ（『Assandira』）
- ドメニコ・スタルノーネ、フランチェスコ・ピッコロ、ダニエーレ・ルケッティ（『靴ひものロンド』[3]）
- ステファノ・モルディーニ、フランチェスカ・マルチャーノ、ルカ・インファシェッリ（『Lasciami andare』）
- プピ・アヴァティ、トンマーゾ・アヴァティ（『Lei mi parla ancora』）

### プロデューサー賞
- マルタ・ドンゼッリ、グレゴリオ・パオネッサ（Vivo filmおよびRai Cinema）、ジョセフ・ルショップ、ヴァレリー・ブルノンヴィル（Tarantula Belgique）（『ミス・マルクス』）
- アゴスティーノ＆ジュゼッペ・サッカ（Pepito ProduzioniおよびRai Cinema）、AMKA Films Productions、Vision Distribution、 QMI（『悪の寓話』）
- マッテオ・ロヴェーレ（『ローズ島共和国　～小さな島の大波乱～』）
- ドメニコ・プロカッチ、ラウラ・パオルッチ（FandangoおよびRai Cinema）（『略奪者たち』）
- カルロ・デッリ・エスポスティ、ニコラ・セラ（Rai Cinema）（『私は隠れてしまいたかった』）

### 主演女優賞
- ソフィア・ローレン（『これからの人生』）
- ヴィットリア・プッチーニ（『18 regali』）
- パオラ・コルテッレージ（『こどもたち』）
- ミカエラ・ラマッツォッティ（『離ればなれになっても』）
- アルバ・ロルヴァケル（『靴ひものロンド』）

### 主演男優賞
- エリオ・ジェルマーノ（『私は隠れてしまいたかった』）
- キム・ロッシ・スチュアート（『きっと大丈夫』）
- ヴァレリオ・マスタンドレア（『こどもたち』）
- ピエルフランチェスコ・ファヴィーノ（『Hammamet』）
- レナート・ポッツェット（『Lei mi parla ancora』）

### 助演女優賞
- マティルダ・デ・アンジェリス（『ローズ島共和国　～小さな島の大波乱～』）
- ベネデッタ・ポルカローリ（『18 regali』
- バルバラ・キキャレッリ（『悪の寓話』）
- クラウディア・ジェリーニ（『Hammamet』）
- アルバ・ロルヴァケル（『もしも叶うなら』）

### 助演男優賞
- ファブリツィオ・ベンティヴォリオ（『ローズ島共和国　～小さな島の大波乱～』）
- ガブリエル・モンテージ（『悪の寓話』）
- リーノ・ムゼッラ（『悪の寓話』）
- ジュゼッペ・チェデルナ（『Hammamet』）
- シルヴィオ・オルランド（『靴ひものロンド』）

### 撮影賞
- マッテオ・コッコ（『私は隠れてしまいたかった』）
- パオロ・カルネラ（『悪の寓話』）
- ルアン・アメリオ・ウイカイ（『Hammamet』）
- ゲラルド・ゴッシ（『Le sorelle Macaluso』）
- クリステル・フルニエ（『ミス・マルクス』）
- ミケーレ・ダッタナジオ（『我らの父よ』[1]）

### 作曲賞
- Gatto Ciliegia contro il Grande Freddo、Downtown Boys（『ミス・マルクス』）
- ニコラ・ピオヴァーニ（『Hammamet』）
- ニッコロ・コンテッサ（『略奪者たち』）
- ミケーレ・ブラガ（『ローズ島共和国　～小さな島の大波乱～』）
- ピヴィオ＆アルド・デ・スカルツィ（『憎むなかれ』）
- マルコ・ビスカリーニ、ダニエーレ・フルラーティ（『私は隠れてしまいたかった』）

### オリジナル歌曲賞
- Immigrato （作詞作曲：ルカ・メディチ、アントニオ・イアンマリーノ、歌：ケッコ・ザローネ） （『Tolo Tolo』）
- Io sì (Seen) （作曲：ダイアン・ウォーレン、作詞：ラウラ・パウジーニ、ニッコロ・アグリアルディ、歌：ラウラ・パウジーニ）（『これからの人生』）
- Gli anni più bellii（作詞作曲・歌：クラウディオ・バリオーニ)（『離ればなれになっても』）
- Miles Away（作曲：ピヴィオ＆アルド・デ・スカルツィ、作詞：ジネヴラ・ネルヴィ、歌：ジネヴラ・ネルヴィ）（『憎むなかれ』）
- Invisible （作詞作曲：マルコ・ビスカリーニ、歌：La Tarma)（『私は隠れてしまいたかった』）

### 美術賞
- パオラ・ザマーニ、ルドヴィーカ・フェラーリオ、アレッサンドラ・ムーラ（『私は隠れてしまいたかった』）
- パオロ・ボンフィーニ、パオラ・ペラロ、エミータ・フリガート、エリカ・アベルサ（『悪の寓話』）
- ジャンカルロ・バジーリ、アンドレア・カストリーナ（『Hammamet』）
- トニーノ・ゼーラ、マリア・グラツィア・シリパ（『ローズ島共和国　～小さな島の大波乱～』）
- アレッサンドロ・ヴァンヌッチ、イゴール・ガブリエル、フィオレッラ・チコリーニ（『ミス・マルクス』）

### 衣装デザイン賞
- マッシモ・カンティーニ・パッリーニ（『ミス・マルクス』）
- マウリツィオ・ミッレノッテ（『Hammamet』）
- ニコレッタ・タランタ（『ローズ島共和国　～小さな島の大波乱～』）
- ヴァネッサ・サンニーノ（『Le sorelle Macaluso』）
- ウルスラ・パツァーク（『私は隠れてしまいたかった』）

### メイクアップ賞
- ルイジ・チミネッリ、アンドレア・レアンザ、フェデリカ・カステッリ（『Hammamet』）
- ルイジ・ロケッティ（『ローズ島共和国　～小さな島の大波乱～』）
- ヴァレンティナ・イアンヌッチッリ（『Le sorelle Macaluso』）
- ディエゴ・プレストピーノ（『ミス・マルクス』）
- ジュゼッペ・デジアート、ロレンツォ・タンブリーニ（『私は隠れてしまいたかった』）

### ヘアスタイリスト賞
- アルド・シニョレッティ（『私は隠れてしまいたかった』）
- ダニエーレ・フィオーリ（『悪の寓話』）
- マッシミリアーノ・ドゥランティ（『Hammamet』）
- アルディナ・ゴヴェルナトーリ（『Le sorelle Macaluso』）
- ドミンゴ・サントーロ（『ミス・マルクス』）

### 編集賞
- エスメラルダ・カラブリア（『悪の寓話』）
- ジョジョ・フランキーニ（『こどもたち』）
- シモーナ・パッジ（『Hammamet』）
- ジャンニ・ヴェッツォージ（『ローズ島共和国　～小さな島の大波乱～』）
- パオロ・コッティニョーラ、ジョルジョ・ディリッティ（『私は隠れてしまいたかった』）

### 音響賞
- 私は隠れてしまいたかった Volevo nascondermi
- 悪の寓話 Favolacce
- Hammamet
- ローズ島共和国　～小さな島の大波乱～ L'incredibile storia dell'isola delle rose
- ミス・マルクス Miss Marx

### 特殊視覚効果賞
- ステファノ・レオーニ、エリザベッタ・ロッカ（『ローズ島共和国　～小さな島の大波乱～』）
- ルカ・サヴィオッティ（『Hammamet』）
- マッシミリアーノ・バッティスタ（『ミス・マルクス』）
- ルノー・クイリキーニ、ロレンツォ・チェコッティ（『The Book of Vision』）
- ロドルフォ・ミリアーリ（『私は隠れてしまいたかった』）

### ドキュメンタリー賞（チェチリア・マンジーニ賞）
- Mi chiamo Francesco Tottii（監督：アレックス・インファシェッリ）
- Faith（監督：ヴァレンティナ・ペディチーニ）
- 国境の夜想曲 Notturno[4]（監督：ジャンフランコ・ロージ）
- Punta Sacra（監督：フランチェスカ・マッツォレーニ）
- The Rossellinis（監督：アレッサンドロ・ロッセリーニ）

### 短編映画賞
- Anne（監督：ドメニコ・クローチェ、ステファノ・マルキオーディ）
- Gas Station（監督：オルガ・トッリコ）
- Il gioco（監督：アレッサンドロ・アベル）
- L'oro di famiglia（監督：エマヌエーレ・ピサーノ）
- Shero（監督：クラウディオ・カザーレ）

### 外国映画賞
- 1917 命をかけた伝令（監督：サム・メンデス）
- レ・ミゼラブル（監督：ラジ・リ）
- ジョジョ・ラビット（監督：タイカ・ワイティティ）
- リチャード・ジュエル（監督：クリント・イーストウッド）
- 家族を想うとき（監督：ケン・ローチ）

### ヤング・ダヴィッド賞
- 18 regali（監督：フランチェスコ・アマート）
- 悪の寓話 Favolacce（監督：ファビオ＆ダミアーノ・ディンノチェンツォ）
- 離ればなれになっても Gli anni più belli（監督：ガブリエレ・ムッチーノ監督）
- ローズ島共和国　～小さな島の大波乱～ L'incredibile storia dell'isola delle rose（監督：シドニー・シビリア）
- Tolo Tolo（監督：ルカ・メディチ）

### ダヴィッド特別賞
- サンドラ・ミロ
- ディエゴ・アバタントゥオーノ
- モニカ・ベルッチ
- ジジ・プロイエッティ

### 観客賞
- Tolo Tolo（監督：ケッコ・ザローネ）

### ダヴィッド・プレート2021（表彰）
- シルヴィア・アンジェレッティ、イヴァンナ・レカル、ステファノ・マロンジュの3名の医療関係者が、新型コロナウイルス感染症の拡大後、イタリア映画産業の安全な再開に貢献したとして表彰された[5]。